# Grasshopper Manufacture
Grasshopper Manufacture è una azienda giapponese di videogiochi. Fondata nel 1998 da Gōichi Suda, ha prodotto diversi titoli tra cui The Silver Case, Flower, Sun, and Rain, Shining Soul, Killer7, No More Heroes e Shadows of the Damned. Dal 2013 fa parte di GungHo.